# Youssef Kaddioui Idrissi
Pour les articles homonymes, voir Idrissi.
Youssef Kaddioui est un footballeur international marocain né le 28 septembre 1984 à El Jadida au Maroc, évoluant au poste d'ailier.

## Biographie
Il a commencé à pratiquer le football avec les gosses de son quartier (à Sidi Daoui à El Jadida) jusqu'à l’âge de 15 ans (en 1999), date à laquelle il a rejoint les juniors du club du Raja de Casablanca. Il a dû arrêter de pratiquer pendant deux saisons pour parvenir à signer dans un autre club. Chose faite depuis septembre 2003 où il a intégré les FAR de Rabat sur les conseils du coach Mhamed Fakhir.
Maître des cérémonies, Kaddioui est un fringant animateur, il orchestre toutes les attaques, il mène la vie dure aux défenseurs du GNF 1. L'incorporation de Kaddioui aux côtés de Mohamed Armoumen et d'Ahmed Ajeddou faisait les beaux jours de l'AS FAR durant les années 2003 et 2004. Durant ces années le club militaire confirmait sa montée en puissance avec ces deux milieux de terrain Ahmed Ajeddou et Youssef Kaddioui et l'entraîneur Mhamed Fakhir. Sa qualité première reste sa verticalité dans le jeu, ce qui le rend dangereux à tout moment. Pur produit du Difaâ d'El Jadida, Kaddioui est l’un des joueurs à suivre dans les années à venir, un petit gabarit, mais un grand talent.
Lors du mercato hivernal 2008, Kaddioui est à nouveau en contact avec le Raja de Casablanca sans que son club des FAR de Rabat le sache. Par conséquent, il a reçu une sanction de son club. Cela faisait depuis le 5 janvier 2008 qu'il n'avait pas joué un match de football, c'était contre le Wydad de Casablanca lors d'un match de championnat. Il a fait son retour le 5 avril 2008 lors d'un match de huitième de finale de coupe du trône contre l'AS Salé. Quelques jours avant ce match, Kaddioui avait ressigné un contrat de deux ans avec les FAR de Rabat, ce contrat n'entrera en vigueur qu'après celui en cours qui prendra fin en 2009, c'est-à-dire qu'il est avec le club jusqu'en 2011. Il percevra un montant annuel de 150 000 DH, donc 12 500 DH par mois, et aura la possibilité d'exercer son talent si jamais une équipe étrangère se propose pour ses services.
En juillet 2009, Kaddioui est prêté un an au club saoudien de Al Wahda. L'AS FAR a touché 250 000 dollars dans cette opération.
Le contrat de Kaddioui avec l'AS FAR se termine le 31 décembre 2010. Il s'engage alors avec l'équipe saoudienne de Al Wahda. Pour la petite histoire, Youssef était très sollicité par le DHJ, le RCA et le WAC. Kaddioui a préféré partir à l'étranger que de jouer contre l'AS FAR. Un bel exemple de fidélité, d'amour du maillot, de talent et d'humilité. Pour toutes ces qualités, il aura le respect éternel du public Askary, comme le sera à jamais son nom rattaché à celui de l'AS FAR. Mais, à contre-gré des supporters des FAR, Kadioui Youssef signe en juillet 2011 au WAC, et ainsi rejoint l'armada des meilleurs joueurs marocains achetés par l’équipe du WAC.
Dates clés :
- 1984 : Naissance à El Jadida
- 1999 : Signe sa première licence avec le Raja de Casablanca
- 2003 : Joue son premier match sous les couleurs de l’AS FAR
- 2008 : Prolonge son contrat avec l'AS FAR jusqu'en 2011
- 2009 : Est prêté un an au club saoudien de Al Wahda

## Carrière
- 1999 - 2001 : Raja de Casablanca  Maroc
- 2001 - 2003 : Sans club
- 2003 - janvier 2011 : FAR de Rabat  Maroc
- 2009 - 2010 : Al Wahda  (Prêt)
- Janvier 2011 - juillet 2011 : Al Wahda
- Juillet 2011 - 2012 : Wydad de Casablanca  Maroc
- 2012 - 2013 : FAR de Rabat  Maroc
- 2013 - 2014 :  Al Kharitiyath SC
- 2014 - 2015 :  Al Dhafra
- 2015 - :  Raja Club Athletic[1]

## Sélections en équipe nationale
| Caps | Date       | Match               | Lieu         | Score | Compétition  | Marqué |
| 1    | 17/11/2004 | Maroc – Burkina     | Rabat        | 4 - 0 | Amical       | --     |
| 2    | 08/01/2013 | Zambie - Maroc      | Johannesburg | 0 - 0 | Amical       | --     |
| 3    | 12/01/2013 | Namibie - Maroc     | Johannesburg | 1 - 2 | Amical       | 1      |
| 4    | 27/01/2013 | Afrique sud - Maroc | Durban       | 2 - 2 | CAN 2013     | --     |
| 5    | 08/06/2013 | Maroc - Tanzanie    | Marrakech    | 2 - 1 | Elim.CM 2014 | --     |
| ---- | ---------- | ------------------- | ------------ | ----- | ------------ | ------ |

## Palmarès
- Raja Club Athletic Coupe nord-africaine des clubs champions 2015
- Coupe du trône
  - Vainqueur : 2003, 2004, 2007, 2008 et 2009

- Championnat du Maroc
  - Vainqueur : 2005, 2008
  - Vice-Champion : 2004, 2006, 2007 et 2013

- Coupe de la CAF
  - Vainqueur : 2005
  - Finaliste : 2006

- Supercoupe d'Afrique
  - Finaliste : 2005
- Wydad Casablanca
- CAF champions league
  - Finaliste: 2011

## Distinctions
- Youssef Kaddioui a figuré dans le Onze d’Or 2004 du Botola Pro.